# Stazione di Parona Lomellina
La stazione di Parona Lomellina è una stazione ferroviaria posta sulla linea Milano-Mortara, a servizio del comune di Parona.

## Storia
La stazione fu aperta al servizio pubblico il 1º giugno 1915.
Nel 1965 venne attivato l'esercizio a trazione elettrica, a corrente continua alla tensione di 3 kV.
Nel 2012 la stazione fu ricostruita, spostando i marciapiedi a qualche decina di metri di distanza verso Mortara; il nuovo impianto venne attivato il 30 aprile dello stesso anno.

## Impianti
Il piazzale ferroviario è dotato di due binari, entrambi dotati di banchina. Il secondo binario è quello di corretto tracciato della linea ferroviaria

## Movimento
La stazione è servita dai treni regionali di Trenord in servizio sulla relazione Milano Porta Genova-Mortara, cadenzati a frequenza oraria, con corse aggiuntive intorno all'ora di pranzo nelle ore di punta del mattino e della sera, quando alcuni di questi treni sono prolungati da Mortara ad Alessandria.